# SN 1989V
SN 1989V – supernowa typu Ia odkryta 28 grudnia 1989 roku w galaktyce A013158+1211. W momencie odkrycia miała maksymalną jasność 18,50m.